# Dorfkirche Betzin

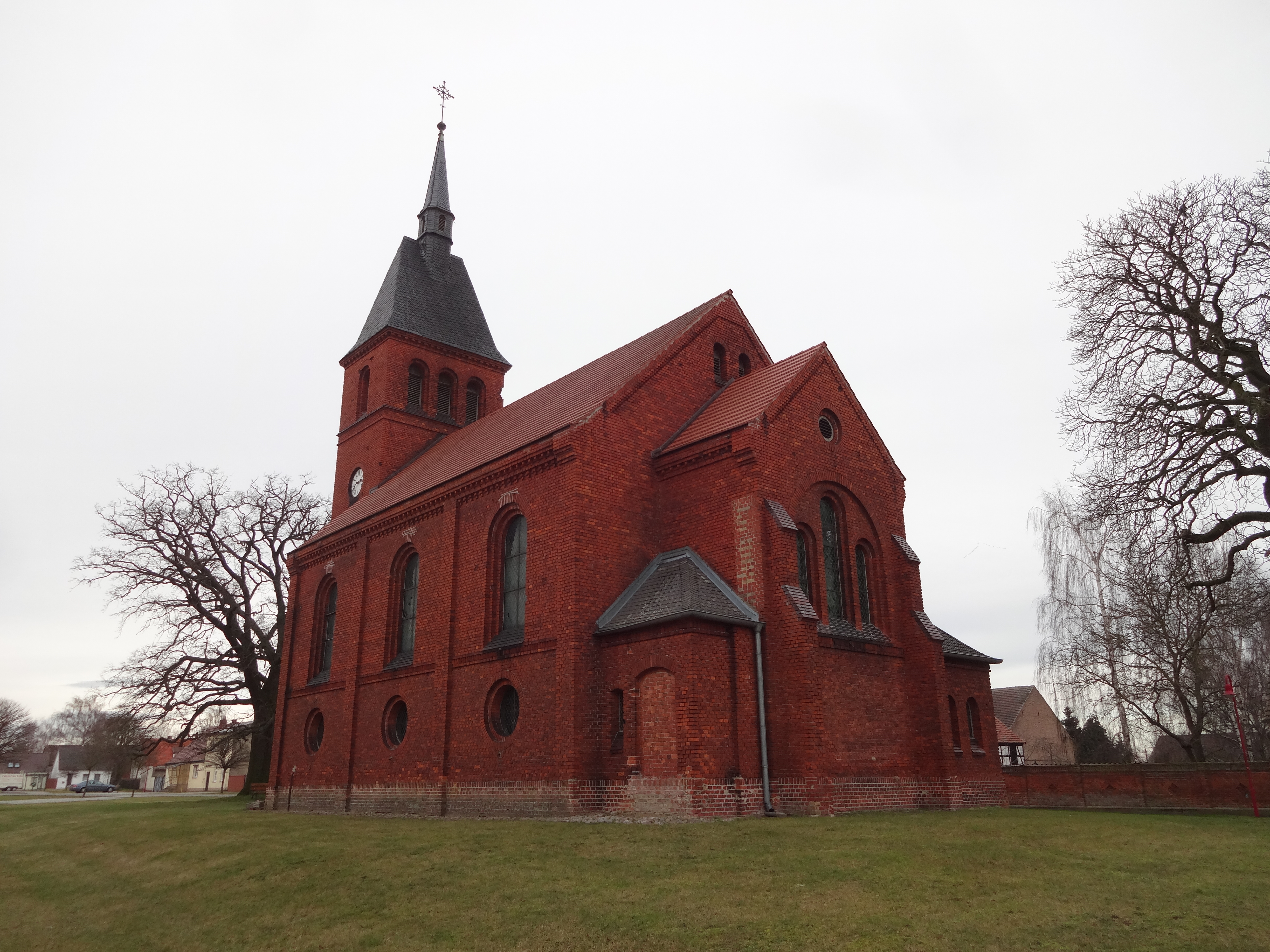
Dorfkirche Betzin

Die evangelische, denkmalgeschützte Dorfkirche Betzin steht in Betzin, einem Ortsteil der Gemeinde Fehrbellin im Landkreis Ostprignitz-Ruppin in Brandenburg. Die Kirchengemeinde gehört zum Kirchenkreis Nauen-Rathenow im Sprengel Potsdam der Evangelischen Kirche Berlin-Brandenburg-schlesische Oberlausitz.

## Lage und Geschichte

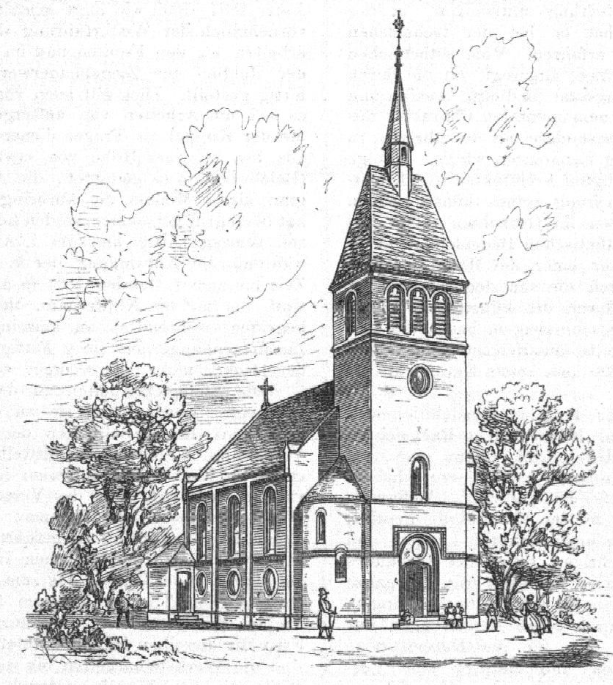
Bauzeitliche Zeichnung

Die Kirche steht auf dem Dorfanger von Betzin. Ein Kirchenbau wurde erstmals 1389 erwähnt. Die bis heute bestehende, neuromanische Saalkirche aus Mauerziegeln wurde 1886/87 erbaut. Sie ersetzte eine Fachwerkkirche mit verbrettertem Turm, die wiederum nach dem Brand eines weiteren Vorgängerbaus um 1695 entstanden war. Zwar erfolgte im Jahr 1842 noch ein Ausbau sowie ein Turmneubau, jedoch war der Bauzustand des Gebäudes weiterhin schlecht, sodass die Kirchengemeinde einen Neubau anstrebte. Friedrich Adler schreibt gar von einem Bau „ohne irgend welchen baugeschichtlichen oder architektonischen Werth“. Ein erster Entwurf wurde 1884 vorgelegt. Im April 1886 wurde mit den Bauarbeiten begonnen, im Juni 1886 das alte Kirchengebäude abgebrochen und mit dem Bau des heutigen Gebäudes begonnen, das auf Entwürfe des Kreisbauinspektors Heinrich von Lancizolle zurückgeht.
Die Bauleitung oblag dem Architekten und Regierungsbaumeister Max Fraenkel. Die Hintermauerziegel lieferten die Ziegeleien Maaß & Schmidt aus Ketzin sowie die Ziegelei Wilhelm Blume aus Linum. Die Verblendziegel stammen aus der Rathenower Ziegelei von Rudolph Bochat. Die Malerarbeiten wurden durch den Malermeister Goldschmidt aus Friesack ausgeführt. Die Orgel stammte von Carl Eduard Gesell. Es entstand ein Bau auf einem rechteckigen Grundriss von rund 15 Metern Länge und 9,5 Metern Breite mit 217 Sitzplätzen im Kirchenschiff und 44 Sitzplätzen auf der Orgelempore. Am 14. November 1887 wurde das Kirchengebäude eingeweiht. Die Baukosten betrugen 38.850 Mark, was eine Einsparung von 2.900 Mark gegenüber dem Voranschlag bedeutete.
Nach einem Blitzeinschlag im Jahr 1903 mussten Turm und Sakistrei instand gesetzt werden. Der Einbau einer Winterkirche im Jahr 1966 führte zu einer Verkleinerung des Kirchenschiffs. Damit einhergehend erfolgte eine Veräußerung von zehn überflüssig gewordenen Kirchenbänken an das Kloster Zinna. Im Jahr 1975 wurde das Kirchengebäude, bis zur Renovierung im Jahr 1977, aufgrund von Baufälligkeit baupolizeilich gesperrt. In diesem Jahr wurde auch die von Carl Eduard Gesell gebaute Orgel entfernt.

## Baubeschreibung
Die mit charakteristisch roten Rathenower Ziegeln verblendete neuromanische Saalkirche besteht aus einem Langhaus, das mit einem Satteldach bedeckt ist, einem eingezogenen, gerade geschlossenen Chor im Süden, der von zwei Strebepfeilern gestützt und von der Sakristei flankiert wird, und einem querrechteckigen Kirchturm im Norden, der mit einem schiefergedeckten Walmdach bedeckt ist, aus dem sich ein Dachreiter erhebt. Das oberste Geschoss des Kirchturms mit rundbogigen Schallluken beherbergt den Glockenstuhl mit zwei 1926 geschaffenen Stahlgussglocken, das darunter liegende die Turmuhr. Der Innenraum ist mit einem offenen Dachstuhl überspannt, der Chor mit einem Kreuzgratgewölbe. Auf der Nordempore befand sich die heute nicht mehr vorhandene Orgel.
Zur Kirchenausstattung gehören ein schlichter, aus Ziegeln gemauerter Altar und eine hölzerne Kanzel, die vor dem Chorbogen steht. Ein vermutlich bauzeitliches, oktogonales Taufbecken aus gebranntem Ton stammt aus der Fabrik des Ernst March in Charlottenburg. An den Südwänden, jeweils links und rechts vom Chor, befinden sich zwei Gedenktafeln: Eine Gedenktafel aus Gusseisen für die fünf in den Befreiungskriegen (1813 bis 1815) gefallenen Betzinern sowie eine Gedenktafel aus Stein für die Gefallenen des Ersten Weltkriegs. An der Südwand rechts vom Chor hängt zudem ein von Regierungsbaumeister Max Fraenkel (dem die Bauleitung oblag) geschaffenes Aquarell, das den Vorgängerbau zeigt, mit der Inschrift: „Der Gemeinde zu Betzin zur Erinnerung an den von ihm geleiteten Bau der neuen Kirche, gez. und gewidmet Max Fraenkel, Königlicher Regierungs-Bauführer, 14.11.1887“.